# Firefly (альбом)
Firefly (с англ. — «Светлячок») — 10-й студийный альбом британской рок-группы Uriah Heep, выход которого состоялся в феврале 1977 на лейблах Bronze Records в Великобритании и Warner Bros. Records в США. Это был первый альбом группы без Дэвида Байрона, бывшего ведущим вокалистом, а также одним из основателей коллектива, его заменил Джон Лоутон.
Басист Тревор Болдер дебютировал в составе Uriah Heep на этом альбоме и, не считая перерыва на 18 месяцев в начале 1980-х, он являлся участником этой группы вплоть до своей смерти в 2013 году.
Первым синглом с этого альбома стала песня «Wise Man».
Оригинальный виниловый альбом имел упаковку gatefold  (конверт, раскрывающийся по типу книжки), а сама пластинка была в картонном конверте со словами песен.
Castle Communications произвели ремастеринг альбома в 1997 году, выпустив его с четырьмя дополнительными песнями. В 2004 году они вновь переиздали альбом, сделав расширенное делюкс-издание.

## Список композиций
Слова и музыка всех песен — Кен Хенсли, за исключением отмеченных.
| №  | Название                                  | Длительность |
| -- | ----------------------------------------- | ------------ |
| 1. | «The Hanging Tree» (Хенсли, Джек Уильямс) | 3:40         |
| 2. | «Been Away Too Long»                      | 5:03         |
| 3. | «Who Needs Me» (Ли Керслэйк)              | 3:39         |
| 4. | «Wise Man»                                | 4:40         |

| №  | Название      | Длительность |
| -- | ------------- | ------------ |
| 5. | «Do You Know» | 3:12         |
| 6. | «Rollin' On»  | 6:21         |
| 7. | «Sympathy»    | 4:44         |
| 8. | «Firefly»     | 6:21         |

| №   | Название | Автор(ы)                               | Длительность |
| --- | --- | -------------------------------------- | ------------ |
| 9.  | «Crime of Passion» (Сторона "Б" сингла "Wise Man")                                                                      | Хенсли, Бокс, Керслэйк                 | 3:37         |
| 10. | «Do You Know» (неизданная ранее демо-версия, записанная в 1976 году)                                                    |                                        | 3:16         |
| 11. | «A Far Better Way» (неизданная ранее версия отличная от микса, выпущенного на бокс-сэте Time of Revelation в 1996 году) | Хенсли, Бокс, Керслэйк, Болдер, Лоутон | 5:50         |
| 12. | «Wise Man» (трэк с телевидения - неизданный ранее микс, изначально использовавшийся в рекламной кампании)               |                                        | 4:48         |

| №   | Название                                          | Автор(ы)                               | Длительность |
| --- | ------------------------------------------------- | -------------------------------------- | ------------ |
| 9.  | «Crime of Passion» (Сторона "Б")                  | Хенсли, Mick Box, Керслэйк             |              |
| 10. | «A Far Better Way (Демо)»                         | Hensley, Box, Kerslake, Bolder, Lawton |              |
| 11. | «I Always Knew»                                   | Hensley, Box, Kerslake, Bolder, Lawton |              |
| 12. | «Dance Dance Dance»                               | Hensley, Box, Kerslake, Bolder, Lawton |              |
| 13. | «Been Away Too Long (Альтернативная версия)»      |                                        |              |
| 14. | «Do You Know (Demo Mix)»                          |                                        |              |
| 15. | «Who Needs Me (Альтернативная концертная версия)» | Kerslake                               |              |
| 16. | «Wise Man (ТВ-трэк)»                              |                                        |              |

## Участники записи
Uriah Heep
- Джон Лоутон — ведущий вокал
- Мик Бокс — гитара
- Кен Хенсли — клавишные, гитары, вокал на «Firefly»
- Тревор Болдер — бас-гитара
- Ли Керслейк — барабаны, вокал на «Firefly»

Производство
- Джерри Брон — продюсер
- Питер Галлен — инженер
- Джон Галлен — ассистент инженера
- Гейл Кларк — концепция обложки и координация
- Мартин Уайт — рисунок обложки

## Чарты

### Альбом
| Год  | Чарт                   | Высшая позиция |
| ---- | ---------------------- | -------------- |
| 1977 | Norwegian Albums Chart | 6              |
| 1977 | Danish Albums Chart    | 13             |
| 1977 | Dutch MegaCharts       | 17             |
| 1977 | German Albums Chart    | 17             |
| 1977 | Finnish Albums Chart   | 21             |
| 1977 | Swedish Albums Chart   | 35             |
| 1977 | Billboard 200          | 166            |

### Синглы
| Год  | Сингл      | Чарт                 | Высшая позиция |
| ---- | ---------- | -------------------- | -------------- |
| 1977 | "Sympathy" | German Singles Chart | 37             |